# Nadia Dajani
Nadia Dajani (* 26. Dezember 1965 in Los Angeles, Kalifornien) ist eine US-amerikanische Schauspielerin.

## Leben
Dajani wuchs in New York City auf. Sie besuchte die High School of Music and Art und – ein Jahr lang – die Londoner British Theatre Association School. Gemeinsam mit Ethan Hawke gründete sie die Malaparte Theatre Company, mit der sie in zahlreichen Theaterstücken auftrat.
In der Komödie Flirting with Disaster – Ein Unheil kommt selten allein (1996) spielte Dajani an der Seite von Ben Stiller und Patricia Arquette eine kleine Nebenrolle. In der Independentkomödie Dinner and Driving (1997) übernahm sie eine der größeren Rollen, weitere größere Rollen folgten in der SF-Komödie Happy Accidents (2000) mit Marisa Tomei und Vincent D’Onofrio sowie in der Komödie Alchemy (2005) mit Illeana Douglas.

## Filmografie (Auswahl)
- 1995–1997: Ned & Stacey (Ned and Stacey, Fernsehserie, 46 Folgen)
- 1996: Flirting with Disaster – Ein Unheil kommt selten allein (Flirting with Disaster)
- 1996: Sekt oder Selters (Breathing Room)
- 1997: Dinner and Driving
- 1999: 7 Girlfriends (Seven Girlfriends)
- 1999–2000: King of Queens (The King of Queens, Fernsehserie, 2 Folgen)
- 2000: Happy Accidents
- 2001: Seitensprünge in New York (Sidewalks of New York)
- 2002: Sex and the City (Fernsehserie, Folge 5x06 als Nina Katz)
- 2002: You Stupid Man
- 2003: This Is Not a Film
- 2003: Flight Girls (View from the Top)
- 2005: Game 6
- 2005: Alchemy
- 2006: Welcome to the Jungle Gym (Fernsehfilm)
- 2006–2008: Emilys Liste (Emily’s Reasons Why Not, Fernsehserie, 6 Folgen)
- 2007: (Curb Your Enthusiasm, Fernsehserie, Folge 6x10)
- 2009–2012: Delocated (Fernsehserie, 13 Folgen)
- 2009: Ugly Betty (Fernsehserie, Folge 4x09)
- 2010: A Little Help
- 2010–2011: The Big C ... und jetzt ich (The Big C, Fernsehserie, 4 Folgen als Tina)
- 2011: Dr. Dani Santino – Spiel des Lebens (Necessary Roughness, Fernsehserie, 3 Folgen)
- 2012: Good Wife (The Good Wife, Fernsehserie, Folge 3x16 als Sara Gardner)
- 2012: Suits (Fernsehserie, Folge 2x02)
- 2013: The Carrie Diaries (Fernsehserie, 6 Folgen)
- 2013: Law & Order: Special Victims Unit (Fernsehserie, Folge 15x04)
- 2014–2016: Elementary (Fernsehserie, 3 Folgen)
- 2014: The Opposite Sex (Film)
- 2015: 2 Broke Girls (Fernsehserie, 2 Folgen als Marie Prower)
- 2015: Younger (Fernsehserie, Folge 1x11)
- 2016, 2019: Jon Glaser Loves Gear (Fernsehserie, 7 Folgen)
- 2017: Girlfriends’ Guide to Divorce (Fernsehserie, 4 Folgen)
- 2018: Bull (Fernsehserie, Folge 2x11)
- 2019: Bushwick Beats
- 2019: Almost Love
- 2020: On the Rocks
- 2021: Weihnachten bei den Moodys (The Moodys, Fernsehserie, 5 Folgen)
- 2021–2023: The Other Two (Fernsehserie, 6 Folgen)